# Józef Bergson
Józef Bergson (ur. 30 stycznia 1827, zm. 24 września 1898 w Warszawie) – polski kupiec żydowskiego pochodzenia.
Urodził się jako syn Ludwika Bergsona i Doroty z domu Celnikier (1809-1874). Był wnukiem Gabriela Bergsona, prawnukiem Bera Sonnenberga i praprawnukiem Szmula Zbytkowera. Jego żoną była Stefania Toeplitz (1826–1893), z którą miał sześcioro dzieci: Gustawa (1852-1853), Juliana (1853-1854), Michała Edwarda (1855-1934), Karolinę (1857-1927), Laurę (ur. 1858) i Wiktorię (1860-1917).
W latach 1851–1857 był współwłaścicielem domu bankowego pod firmą „Bergson i Poznański” w Warszawie. Był agentem przysięgłym warszawskiej Giełdy, dyrektorem Banku Dyskontowego w Warszawie. W latach 1876–1898 był członkiem Komitetu Giełdowego. 
Jest pochowany na cmentarzu żydowskim przy ulicy Okopowej w Warszawie.